# Aethecerinus latecinctus
Aethecerinus latecinctus är en skalbaggsart som först beskrevs av Horn 1880.  Aethecerinus latecinctus ingår i släktet Aethecerinus och familjen långhorningar. Inga underarter finns listade i Catalogue of Life.